# Vikev huňatá

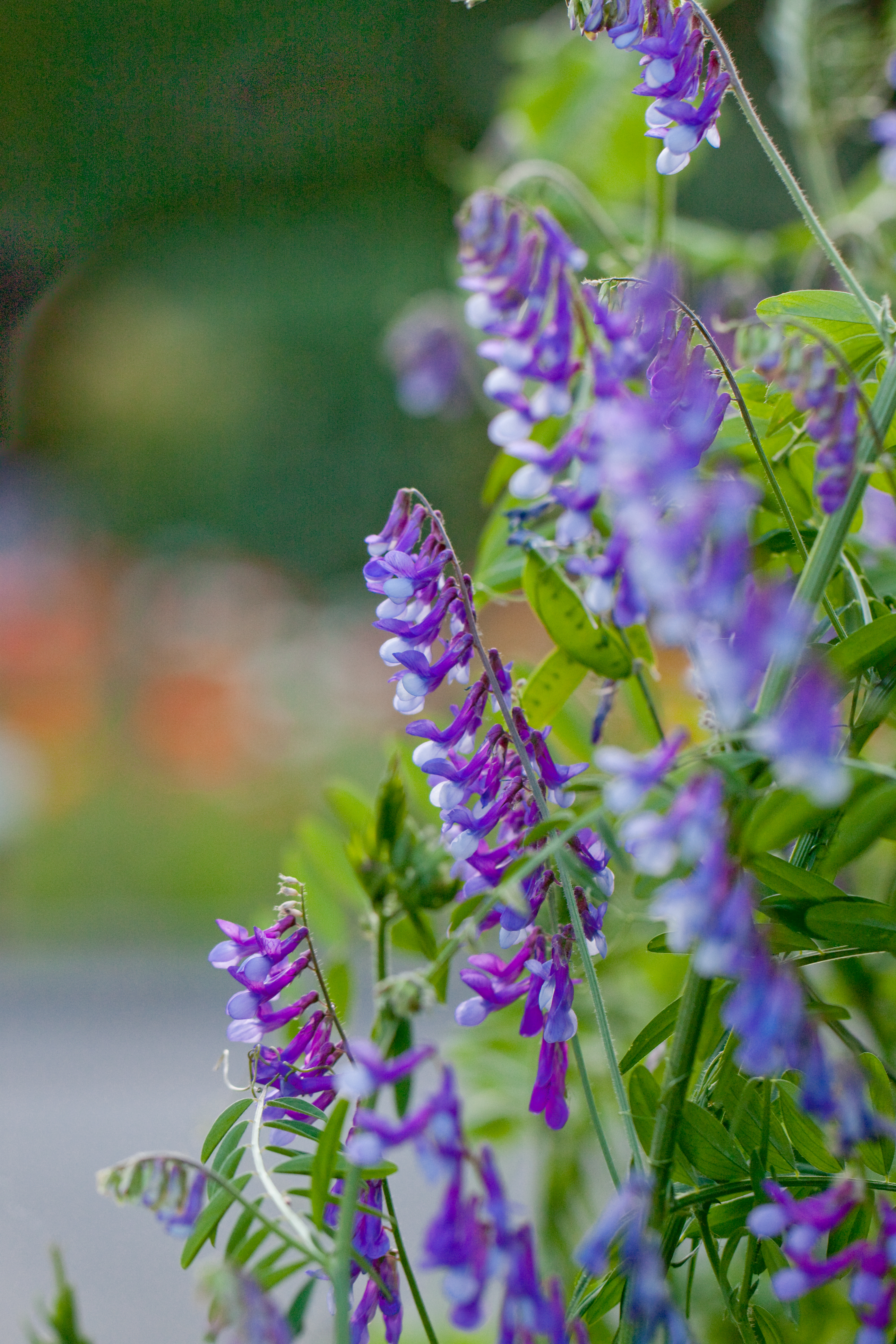
Květenství

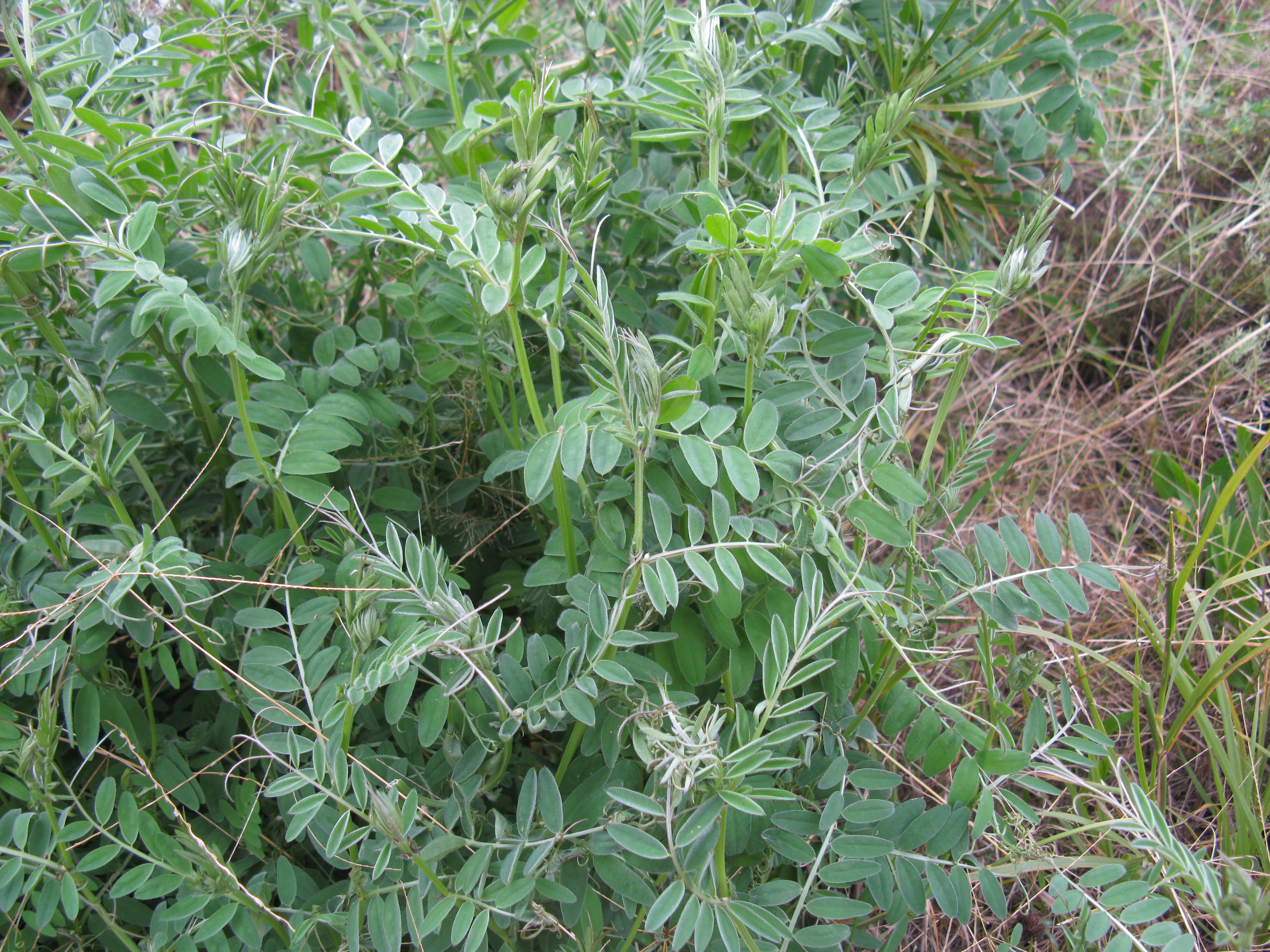
Lodyhy s listy

Vikev huňatá (Vicia villosa) je jednoletá, poměrně mohutná, vystoupavá, poléhavá nebo popínavá bylina hustě porostlá drobnými chlupy, které ji dávají stříbřitý nádech. Je v české přírodě sice nepůvodní druh, ale je hojně rozšířena a považována za archeofyt. Dříve se na polích často pěstovala jako krmivo pro domácí zvířata a pomoci semen se rozšiřovala do okolní krajiny. V ČR je nejhojnější v termofytiku, v mezofytiku se vyskytuje roztroušeně a do vyšších chladnějších poloh bývá zavlékána jen ojediněle.

## Rozšíření
Hlavní oblasti původu vikve huňaté jsou Středomoří a jihovýchodní Evropa, snad i Kavkaz a v přilehlá Přední Asie, odkud se v dávné minulosti rozšířila do Střední Asie i severozápadní Afriky. Přesnější určení původu je již obtížné, ne-li nemožné. Tato hodnotná pícnina byla zaváděna i do ostatních části Evropy, kde se dostávala do volné přírody a nyní jako planě rostoucí rostlina se vyskytuje, vyjma severských oblastí, téměř po celém evropském kontinentu. Lidským přičiněním se dostala i do Severní Ameriky, kde se ji dobře daří a na některých místech, např. v Kalifornii, je považována za invazní rostlinu.

## Ekologie
Nejčastěji roste na slunných, teplých a sušších stanovištích, prospívá v propustných půdách o různé zrnitost a dobře snáší sucho. Vyskytuje se na loukách, polích, úhorech, v křovinách, lesních lemech i po okrajích cest. Šíří se na náspech podél nově budovaných komunikací, na skládkách, rumištích a všeobecně na lidmi ovlivněných stanovištích s nezapojeným travním krytem. Dobře roste na půdách chudých na dusík, který získává z atmosféry symbiózou s bakteriemi rodu Rhizobium. Kvete od června do srpna.
Při podzimním výsevu semena ještě do příchodu zimy vyklíčí, přečkají zimu pod sněhem a na jaře semenáče pokračují v růstu. Prvé květy se objevují v červnu a plody dozrávají v srpnu. Při jarním výsevu kvete a semena zrají asi o měsíc později. Klíčí již při teplotě 2 °C, je ze všech vikví rostoucích v Česku nejméně náročná na vláhu. Ploidie druhu je 2n = 14.

## Popis
Jednoletá nebo dvouletá rostlina s vystoupavou, popínavou nebo poléhavou lodyhou dlouhou až 130 cm, vyrůstající z tenkého, až 30 cm hluboko sahajícího, hustě rozvětveného kořene. Lodyha je od báze větvená, hranatá a hustě chlupatá. Řapíkaté listy jsou sudozpeřené, mají 6 až 8 párů krátce řapíčkatých lístků a jsou ukončeny rozvětveným úponkem. Lístky jsou úzce eliptické, 15 až 25 mm dlouhé, na vrcholu okrouhlé nebo špičaté, jasně zelené a dlouze chlupaté. Stejně chlupaté jsou i polostřelovité palisty dlouhé 5 až 20 mm.
Květy s krátkými stopkami vytvářejí hroznovitá květenství se stopkami asi 10 cm dlouhými. Jednostranná, poměrně dlouhá květenství vyrůstají z úžlabí listů a jsou tvořená 10 až 35 šikmo odstálými květy. Pětičetný, zvonkovitý, u báze vydutý, dlouze chlupatý kalich má horní trojúhelníkovité cípy kratší než šídlovité spodní. Koruna je asi 15 mm dlouhá, světle až sytě modrofialová, někdy je dvoubarevná - okrouhlá pavéza je modrofialová, člunek a křídla světle fialová až bílá. Květy jsou opylovány hlavně čmeláky, u případného samoopylení se vyvine menší množství semen.
Plod je oválný až podlouhlý, asi 25 mm dlouhý a 8 mm široký lusk, který bývá lysý, světle hnědý a v době zralosti se otevírá dvěma chlopněmi. Obsahuje dvě až tři kulovitá semena velká asi 4 mm, ze všech vikví nejmenší. Jsou hladká a mají barvu tmavě hnědou až zelenavě hnědou s černými skvrnami. Rostlina vytvoří průměrně 250 silně dormantních semen, která vzklíčí z hloubky více než 6 cm a podržují si klíčivost déle než deset roků.

## Taxonomie
Vikev huňatá je druh proměnlivý v mohutnosti rostliny, tvaru lístků, hustotě chlupů i barvě květů. V České republice se rozlišují dva poddruhy:
- vikev huňatá pravá (Vicia villosa Roth subsp. villosa)
- vikev huňatá olysalá (Vicia villosa Roth subsp. varia (Host.) Corb.)

Poddruh vikev huňatá olysalá se od nominátního poddruhu odlišuje řidším oděním lodyhy i kalichu, spodní kališní cípy nemá delší než korunní trubku a má kratší stopky květenství.
Bylo vyšlechtěno množství kultivarů s požadovanými vlastnostmi, jako jsou větší a mohutnější vzrůst, bohatěji větvené lodyhy, větší a hustěji vyrůstající lístky, plody s více semeny a pod. Mnohé z nich se šíří z polí na přirozená stanoviště a kříží s původními populacemi.

## Význam
Vikev huňatá má význam v pícninářství, kde se využívá na zelení krmení, k silážování, na pastvu (odolává pošlapání) nebo se zaorává na zelené hnojení. Má poléhavé lodyhy a bývá pěstovaná ve směskách s podpůrnými plodinami, obilninami nebo travinami, jako ozimá nebo jarní meziplodina po obilninách nebo okopaninách. Z jednoho hektaru se získá 15 až 20 tun zeleného krmiva. Sklízí se nejpozději v době, kdy kvete 50 % rostlin v porostu.
Má mírně menší krmnou hodnotu než jetel a vojtěška, obsah bílkovin bývá 12 až 20 %. Obsahuje větší množství hořkých látek, které při větším podílu ve směskách mohou přecházet do mléka. Špatně se získává osivo, lusky dozrávají nestejně a semena samovolně vypadávají.
Rostliny a hlavně semena obsahují toxické glykosidy i aminokyseliny a jejích nepřiměřená konzumace může u dobytka způsobit dermatitidu a u drůbeže i mortalitu. Květy těchto rostlin jsou velmi atraktivní pro různý opylující hmyz, který jim dává přednost před ostatními. Ve skutečnosti však květy vikve huňaté bývají opyleny jen robustními čmeláky s dlouhým sosákem.

## Galerie

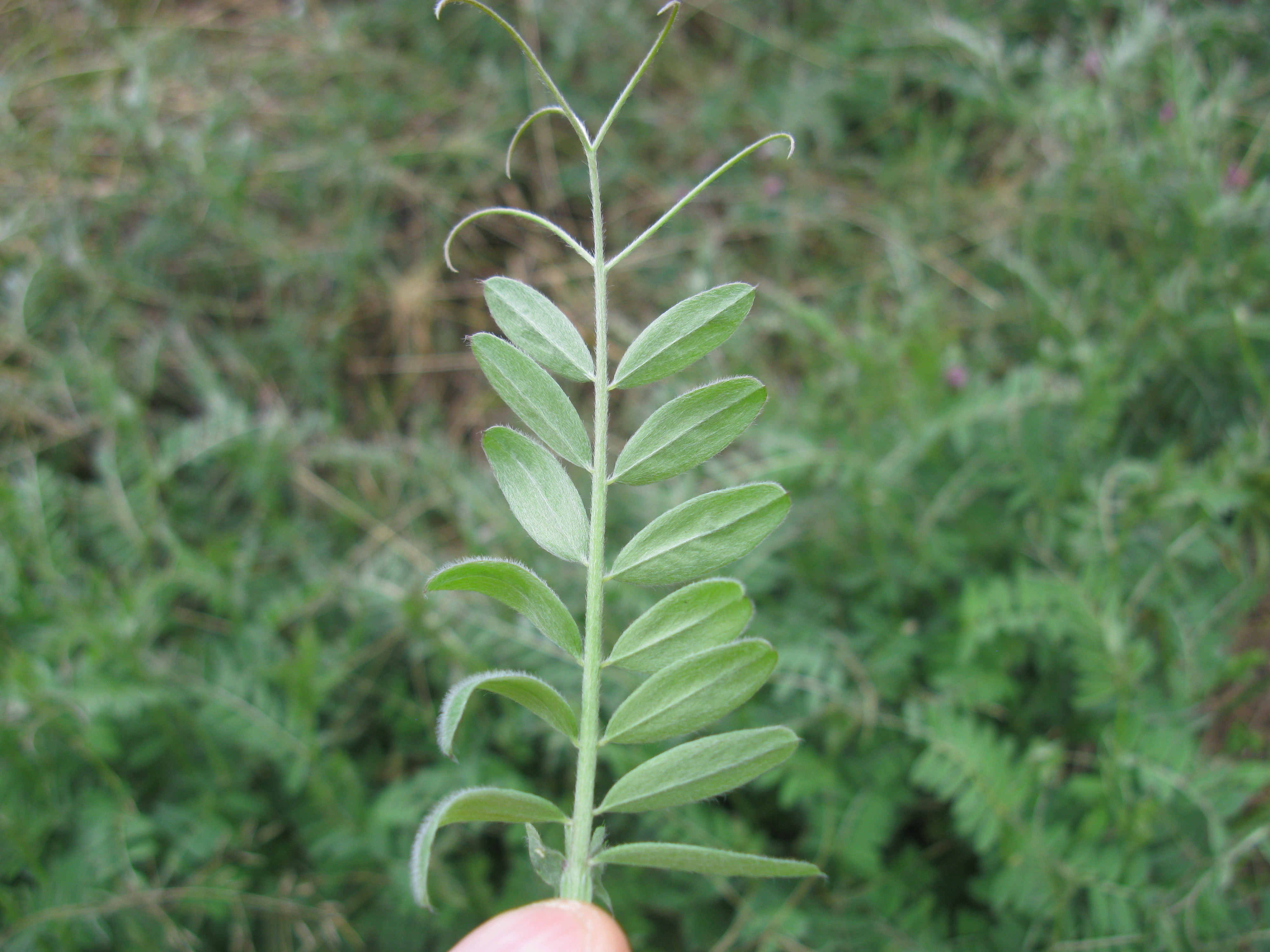
List s úponkem
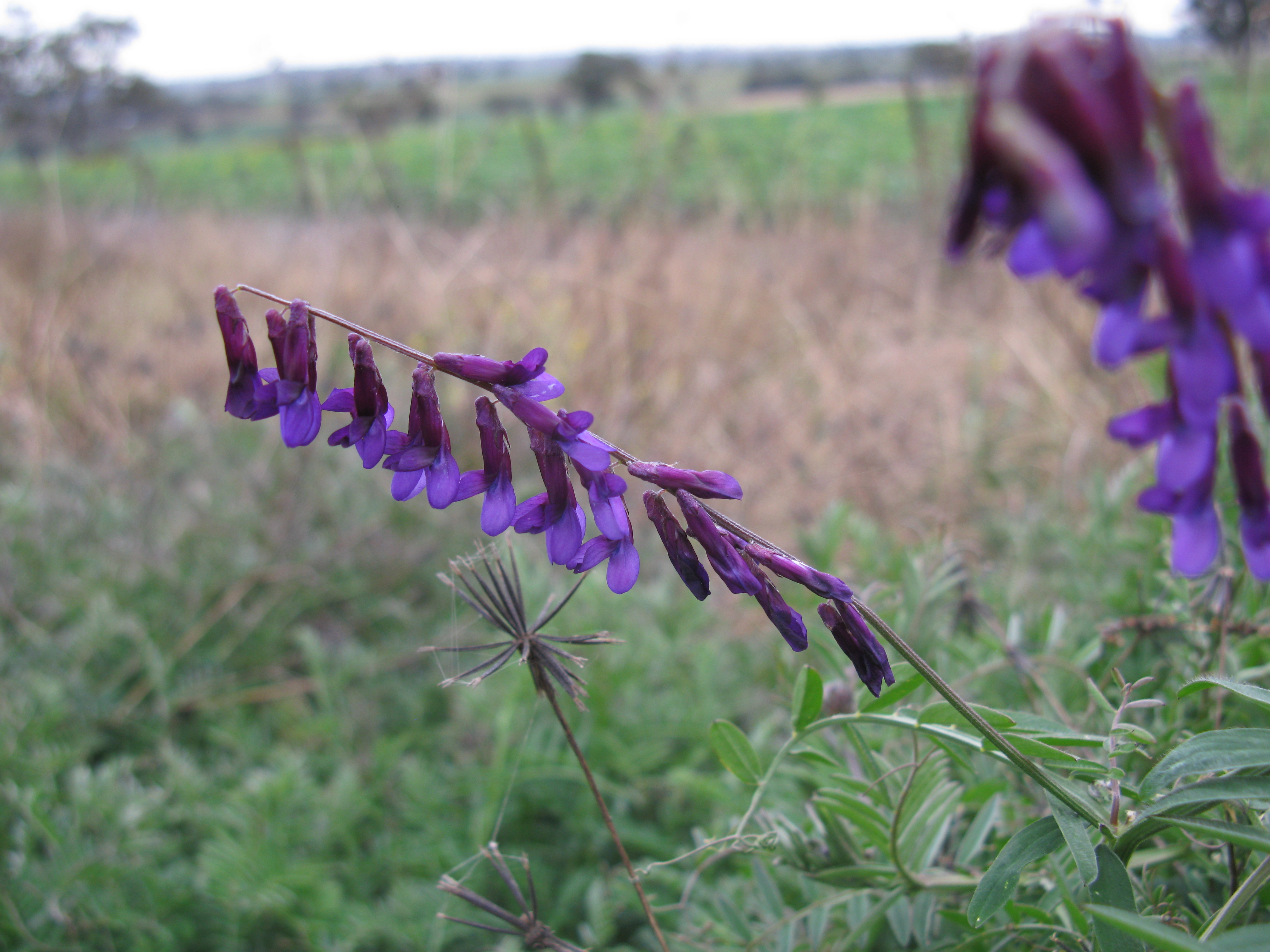
Květenství
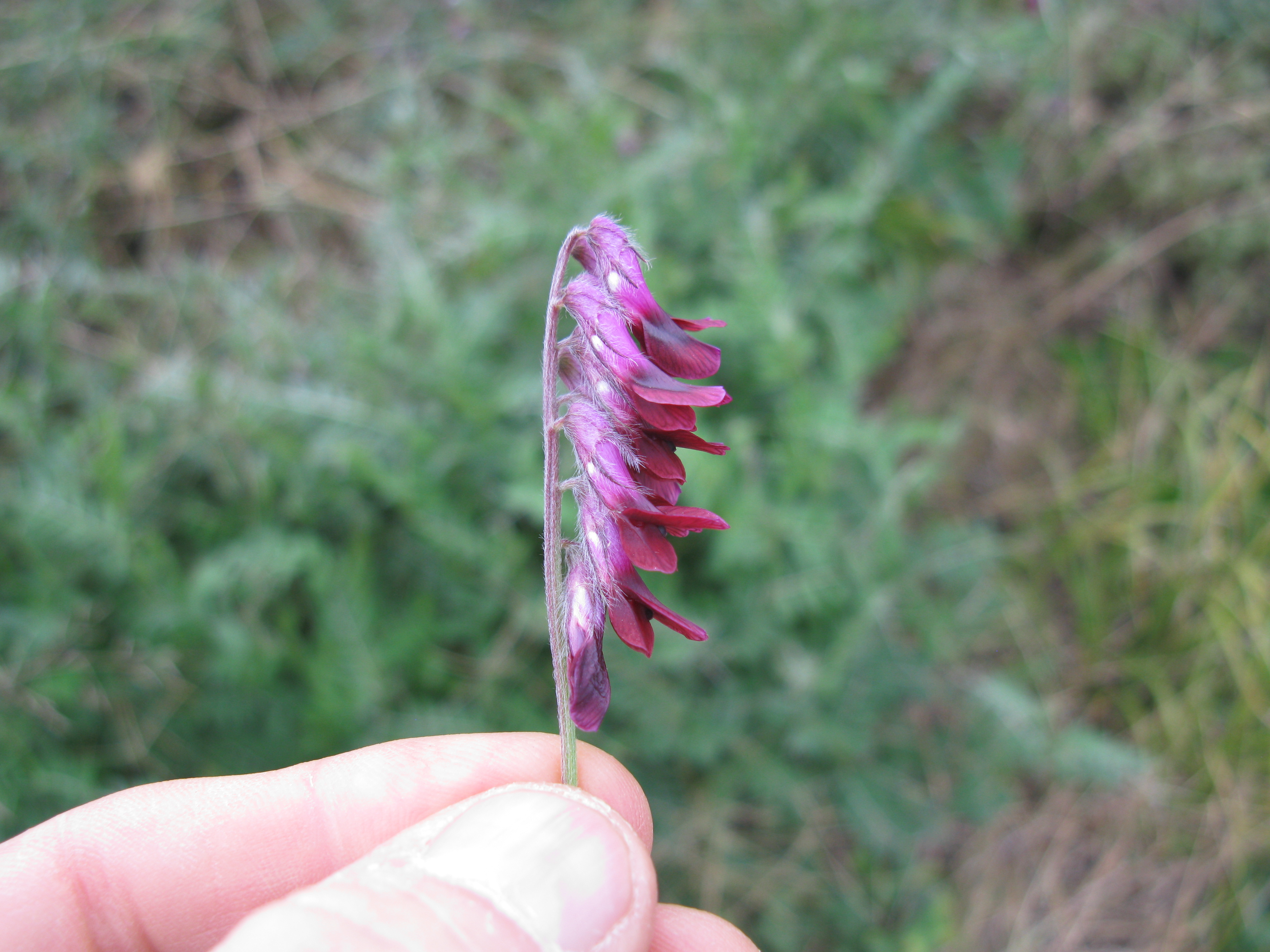
Skutečná velikost
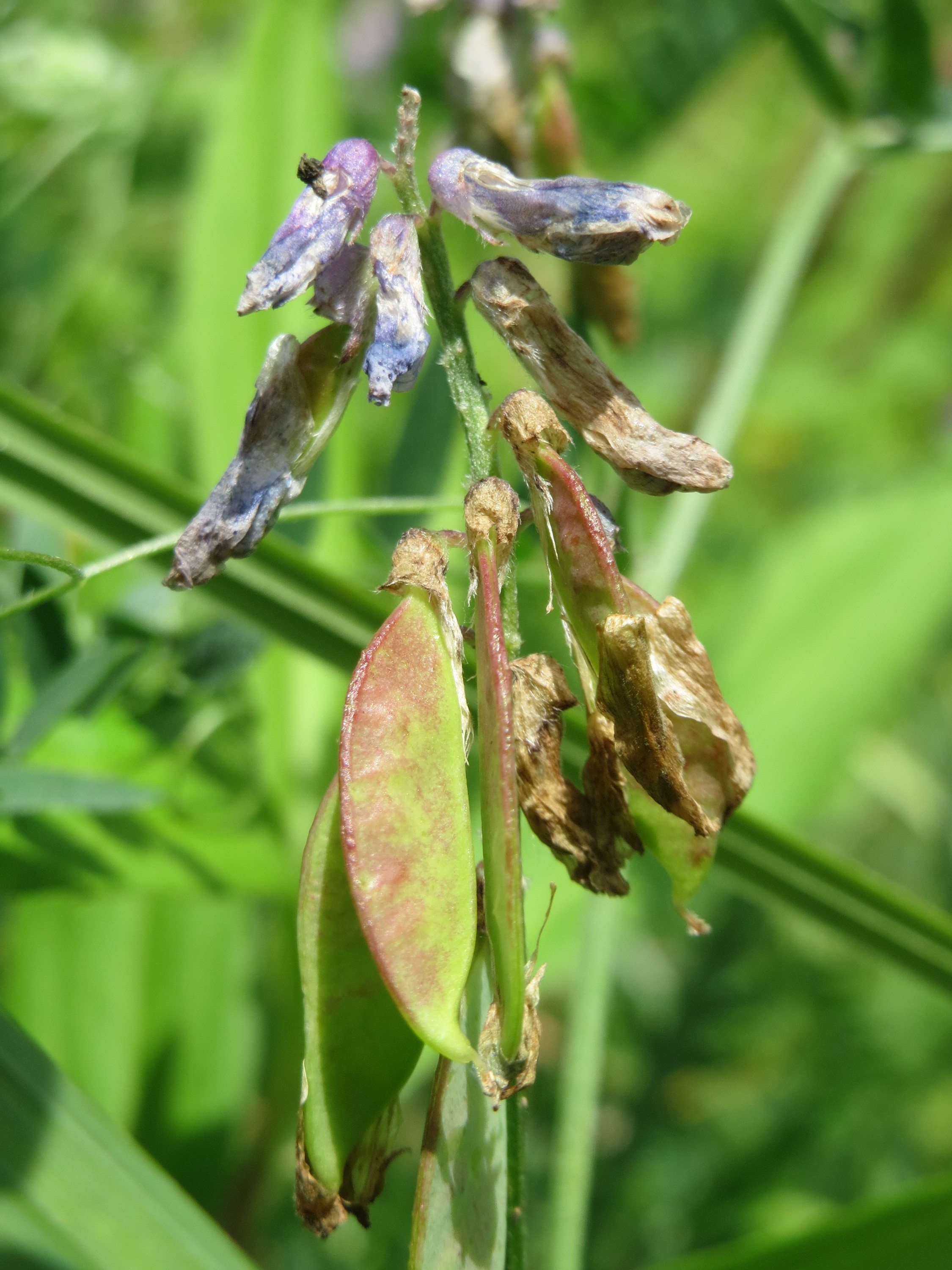
Vysypané lusky